# Trading Paint - Oltre la leggenda
Trading Paint - Oltre la leggenda (Trading Paint) è un film d'azione del 2018 con John Travolta, diretto da Karzan Kader, prodotto da Alberto Burgueño, Andrea Iervolino, Alexandra Klim e Silvio Muraglia, distribuito dalla 	
Saban Films.